# 1973 en Grèce
Cette page concerne les évènements survenus en 1973 en Grèce  :

## Évènements
- Dictature des colonels (1967-1974)
- février : les étudiants de l'école de droit d'Athènes se soulèvent pour protester contre la dictature[1].
- 23 mai : tentative de coup d'État de la Marine
- 25 mai : mutinerie à bord du Velos, à l'occasion d'exercices militaires, pour protester contre la dictature. Le bâtiment jette l'ancre au large de Fiumicino en Italie. Le commandant de bord donne une conférence de presse qui suscite l'intérêt de la communauté internationale concernant la situation en Grèce. Le capitaine, six officiers et vingt-cinq sous-officiers demandent l'asile et restent en Italie en tant que réfugiés politiques[2]. Le Velos ne revient en Grèce qu'un mois plus tard.
- 1er juin : 
  - Geórgios Papadópoulos abolit la monarchie (en) et déclare la Grèce comme une démocratie présidentielle, en se nommant en même temps au nouveau poste de chef d'État de la Grèce.
  - Odysséas Angelís est nommé vice-président de la Grèce (en).
- juillet : Nouvelle Constitution.
- 21 juillet : organisation de Miss Univers 1973 à l'Acropole d'Athènes.
- 29 juillet : Référendum constitutionnel pour abolir la monarchie et d'établir une république : première étape du Metapolítefsi, la transition démocratique qui permet de passer du régime des colonels à la démocratie actuelle.
- 24-30 septembre : Festival du cinéma grec
- 8 octobre-25 novembre : Gouvernement Markezínis
- 14-17 novembre : Soulèvement de l'université polytechnique d'Athènes (Mort de Diomidis Komninos (en), première victime du soulèvement).
- 25 novembre : coup d’État organisé par Dimítrios Ioannídis.
- 25 novembre : mise en place du gouvernement Androutsópoulos (fin le 23 juillet 1974).
- 17 décembre : attaque puis détournement d'avion à Fiumicino : l'avion des terroristes fait escale à Athènes.

## Sortie de film
- Le Lieu du crâne
- Marie du silence

## Sport
- 16 mai : Organisation de la finale de la Coupe d'Europe des vainqueurs de coupe à Thessalonique.
- 23-28 mai : Rallye de l'Acropole
- Coupe de Grèce de football (1972-1973) (en)
- Coupe de Grèce de football (1973-1974) (en)
- Championnat de Grèce de football 1972-1973
- Championnat de Grèce de football 1973-1974
- Création des clubs de football : Ethnikos Katerini F.C. (en) et Ethnikos Neo Agioneri F.C. (en).

## Création
- Musée archéologique d'Arta (en)
- Musée archéologique de Naxos
- Musée de l'ethnologie crétoise (en)
- Musée folklorique et ethnologique de Macédoine et de Thrace (en)
- Musée de la Ville d'Athènes
- Musée maritime de La Canée
- Parc national de Vikos-Aoos
- Université de Crète
- Université Démocrite de Thrace

## Naissance
- Panayótis Fýssas, footballeur.
- Konstadínos Gatsioúdis, spécialiste du lancer du javelot.
- Yórgos Lánthimos, réalisateur et dramaturge.
- Níkos Oikonómou, basketteur.
- Christína Papadáki, joueuse de tennis.
- Aléxandros Papadimitríou, spécialiste du lancer du marteau.
- Konstantínos Skrékas
- Chrístos Staïkoúras, ministre.
- Ólga Vasdéki, spécialiste du triple saut.
- Zísis Vrýzas, footballeur.
- Níki Xánthou, sauteuse en longueur.
- Vassílios Zabélis, marathonien.

## Décès
- Melpo Axioti, écrivaine.
- Konstantínos Georgakópoulos, Premier ministre.
- Alexandre Onassis, homme d'affaires, fils d'Aristote Onassis.
- Katína Paxinoú, actrice.